# Pyramiden
Pyramiden (Пирамида en russe) est une ancienne localité du Svalbard, un campement soviétique et une communauté minière située sur l'île principale de Spitzberg.

## Histoire
Son nom lui vient d'une montagne en forme de pyramide au pied de laquelle elle fut fondée par des Suédois en 1910. En 1926, les Russes l'ont rachetée, pour à leur tour la vendre à la compagnie minière Arktikougol en 1931.
La communauté fonctionnait de manière totalement autonome, et était gérée comme une vaste entreprise de près de 1 000 employés jusqu'à la fin des années 1990. L'arrêt de l'exploitation minière remonte au 31 mars 1998.
Pour acheminer le charbon vers le port, un funiculaire a été construit entre la ville et la mine, en hauteur, à flanc de montagne.
Au printemps 1998, la production de la mine cessa complètement, la ville a donc été abandonnée, et seulement 7 gardiens occupent la ville pendant la saison estivale. Elle fait désormais partie de la longue liste des villes fantômes du Spitzberg, comme Grumantbyen, Colesbukta ou Advent City.
Les gardiens de la ville la font également visiter. Le tourisme y est ainsi contrôlé depuis 2006 à la suite des vols de reliques soviétiques perpétrés par les aventuriers qui arrivaient jusque-là.
En 2009, l'auteur norvégien Kjartan Fløgstad a publié un essai intitulé Pyramiden : Portrait d’une utopie abandonnée dans lequel il dépeint la ville sous ses différents aspects, après s'y être lui-même rendu.
En 2013, l'ancien hôtel de la cité minière a rouvert ses portes. L'Hôtel Tulpan est le second hôtel le plus septentrional du monde après le Nordpolhotellet situé à Ny-Ålesund (mais celui-ci n'est réservable qu'en dernière minute, la priorité étant donnée aux chercheurs travaillant sur place).

Vues de Pyramiden
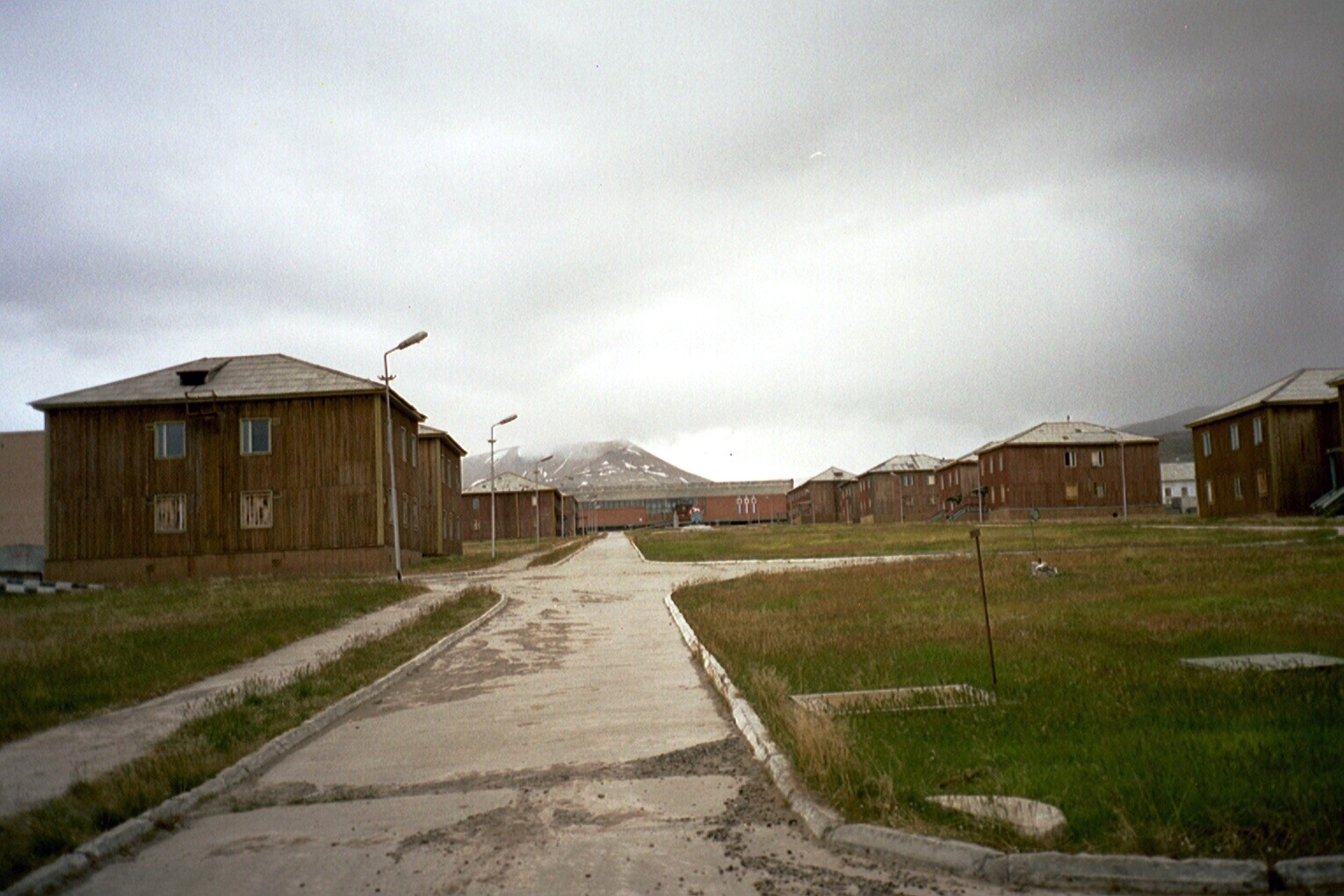
La rue principale.
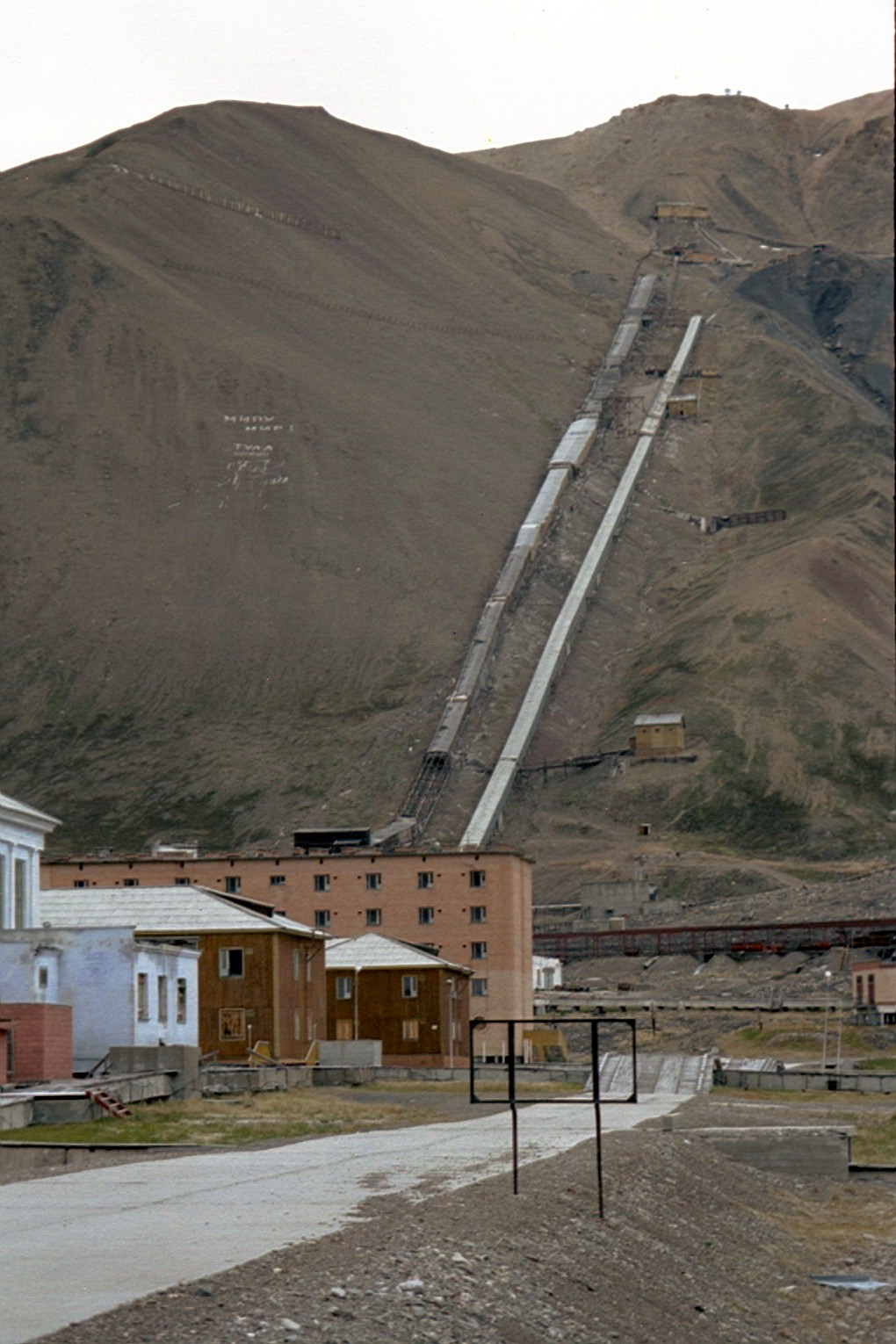
Le funiculaire de la mine.

## Filmographie
- (en) Pyramiden[1], documentaire de 2016.
- L'Étrange Histoire de Pyramiden, la ville fantôme du pôle Nord (ex-URSS)[2], documentaire de 2023.
- Pyramiden, long métrage de fiction de Damien Faure avec David d'Ingeo[3], 2023.